# Lacconectus valeriae
Lacconectus valeriae är en skalbaggsart som beskrevs av Michel Brancucci 2004. Lacconectus valeriae ingår i släktet Lacconectus och familjen dykare. Inga underarter finns listade i Catalogue of Life.